# Jethro
Jethro ist ein männlicher Vorname.

## Herkunft
Jethro ist die englische Schreibweise für die biblische Person Jitro, den Schwiegervater von Moses.

## Namensträger
- Jethro Burns (1920–1989), amerikanischer Musiker
- Jethro D. Gründer (* 1958), deutscher Schauspieler
- Jethro A. Hatch (1837–1912), amerikanischer Politiker
- Jethro Pugh (1944–2015), US-amerikanischer American-Football-Spieler und Unternehmer
- Jethro Teall (1849–1924), britischer Geologe
- Jethro Tull (Agronom) (1674–1741), englischer Agrar-Pionier